# Baustal Kraków
Baustal Kraków – nieistniejący polski klub futsalowy z Krakowa, dwukrotny Mistrz Polski, dwukrotny zdobywca Pucharu Polski, zdobywca Superpucharu Polski i Pucharu Ligi.

## Rezultaty

### I liga
| Sezon     | Msc. | M  | Pkt. | Z  | R | P  | B+  | B–  | +/–  |
| --------- | ---- | -- | ---- | -- | - | -- | --- | --- | ---- |
| 2001/2002 | 2    | 20 | 51   | 17 | 0 | 3  | 140 | 68  | +72  |
| 2002/2003 | 3    | 18 | 39   | 12 | 3 | 3  | 123 | 73  | +50  |
| 2003/2004 | 1    | 22 | 57   | 19 | 0 | 3  | 140 | 69  | +71  |
| 2004/2005 | 1    | 22 | 56   | 18 | 2 | 2  | 129 | 68  | +61  |
| Razem     | 8    | 82 | 203  | 66 | 5 | 11 | 532 | 278 | +254 |

### Puchar Polski
Źródło:
| Sezon     | Rezultat      |
| --------- | ------------- |
| 2002/2003 | Puchar Polski |
| 2003/2004 | Półfinał      |
| 2004/2005 | Puchar Polski |

Finał 2002/2003
| 25 maja 2003 | Baustal Kraków | 8:4 | Selfa Szczecin |  |
|              |                |     |                |  |

Finał 2004/2005
| 11 maja 2005 20.00 | Baustal Kraków · Maksym 2' · Marzec 10', 30' · Jasiński 17' · Filipczak 49' | 5:5 (dogr.) k. 16:15(3:1) | Kupczyk Kraków · 8' Kossak · 29', 31' Nazarewicz · 36' Badoń · 43' Słupek |  |
|                    |                                                                             |                           |                                                                           |  |

### Puchar Ligi
Źródło:
| Sezon     | Rezultat    |
| --------- | ----------- |
| 2003/2004 | Puchar Ligi |

### Superpuchar Polski
Źródło:
| Sezon     | Rezultat           |
| --------- | ------------------ |
| 2003/2004 | Superpuchar Polski |

| 10 września 2004 19:00 EEST | Clearex Chorzów · Szłapa 2', 25', 25' · Kuchciak 4' · Kasprzyk 46' · Powroźnik 49' | 6:6 (dogr.) k. 3:4(2:2) | Baustal Kraków · 8' Kołodziej · 20' Korczyński · 21' Maksym · 23', 42' Marzec · 47' Filipczak |  |
|                             |                                                                                    |                         |                                                                                               |  |

### Puchar Europy
Źródło:
| Sezon     | Msc. | M | Pkt. | Z | R | P | B+ | B– | +/– |
| --------- | ---- | - | ---- | - | - | - | -- | -- | --- |
| 2004/2005 | 2    | 3 | 6    | 2 | 0 | 1 | 14 | 7  | +7  |

| 5 września 2004 | Baustal Kraków | 8:1 | Iberia 2000 Tbilisi |  |
|                 |                |     |                     |  |

| 6 września 2004 | Baustal Kraków | 6:3 | SK Tirana |  |
|                 |                |     |           |  |

| 8 września 2004 | Baustal Kraków | 0:3 | Dinamo Moskwa |  |
|                 |                |     |               |  |